# Mi-28 (航空機)
Mi-28
Mi-28N（2013年）
- 用途：攻撃ヘリコプター
- 製造者： ミル
- 運用者：
 ロシア（ロシア航空宇宙軍)
 アルジェリア(アルジェリア空軍)
 イラク(イラク空軍) 
 ケニア(ケニア空軍 )
- 初飛行：1982年11月10日（原型機）
- 運用開始：2009年10月15日（Mi-28N）
- 運用状況：現役

Mi-28（ミル28；ロシア語：Ми-28ミー・ドヴァーッツァチ・ヴォースィェミ）は、ソ連のミル設計局が開発した縦列複座式攻撃ヘリコプターである。
北大西洋条約機構（NATO）の用いたNATOコードネームは「Havoc（ハヴォック（「ハボック」とも表記される）：大混乱、大損害 の意味）」。

## 開発

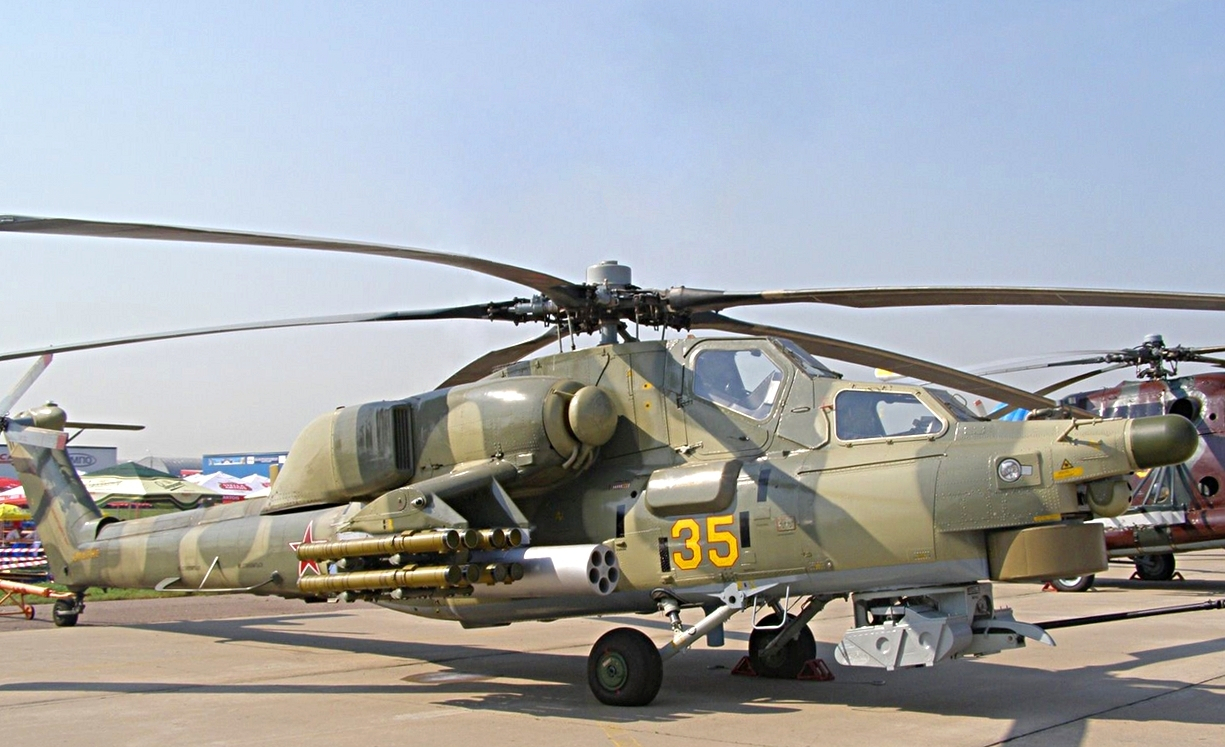
MAKS 2007で展示されたMi-28

1972年から、兵員輸送ヘリと攻撃ヘリの性格を併せ持つヘリコプターであるMi-24の完成に続く形で、Mi-28の仮名称を与えられた機体の開発が開始された。Mi-24と大きく異なる点は兵員輸送能力を要求から外したことで、Mi-24のような兵員輸送能力は無く、純粋な対戦車作戦用攻撃ヘリコプターとして設計されている。これによって最高速度がMi-24より向上し、敵戦車、ヘリコプターへの攻撃や味方のヘリコプターによる揚陸作戦における援護といった場面においてより高い戦闘能力を発揮する設計となっている。開発段階では翼の両端にエンジンとプロペラを垂直方向に搭載し、さらに機体後部に推進用プロペラを搭載するといった非常にユニークな案も考えられた。しかし結局、1977年に決定された設計は機体上部に一つのローターを持つ保守的なものであった。
1981年に設計と機体の実物大模型が認可され、1982年11月10日に試作機（No.012）が完成し、1983年には試作二号機である（No.022）が初飛行にそれぞれ成功している。1984年には初期段階での試験が完了したが、1984年10月ソ連空軍は次期対戦車ヘリコプターとしてカモフ設計局のKa-50を採用することを決定した。
次期制式採用機の座は逃したものの、その後もMi-28の開発は細々と続けられ、1987年12月、Mi-28の製造がロシアのロストフ・ナ・ドヌにて行われることが認可された。1988年1月、新型Mi-28の試作機（No.032）が初飛行した。初期の試作機より強力なエンジンが搭載され、テールローターも三枚からX型に変更されていた。このMi-28Aは1989年にパリ航空ショーで初公開され、1991年にはMi-28Aの二号機（No.042）が完成する。だが、開発の努力およばず、1993年にMi-28Aの計画は中止されることが決定した。性能的にKa-50に劣っているとみなされたこと、そして何よりも全天候型でないことがその大きな理由であった。1990年にはMi-28Aを分解した状態でイラクに輸出し、現地でMi-28Lとして組み立てる契約をミル設計局が交わしたが、この計画は湾岸戦争の勃発により白紙撤回された。

### Mi-28N

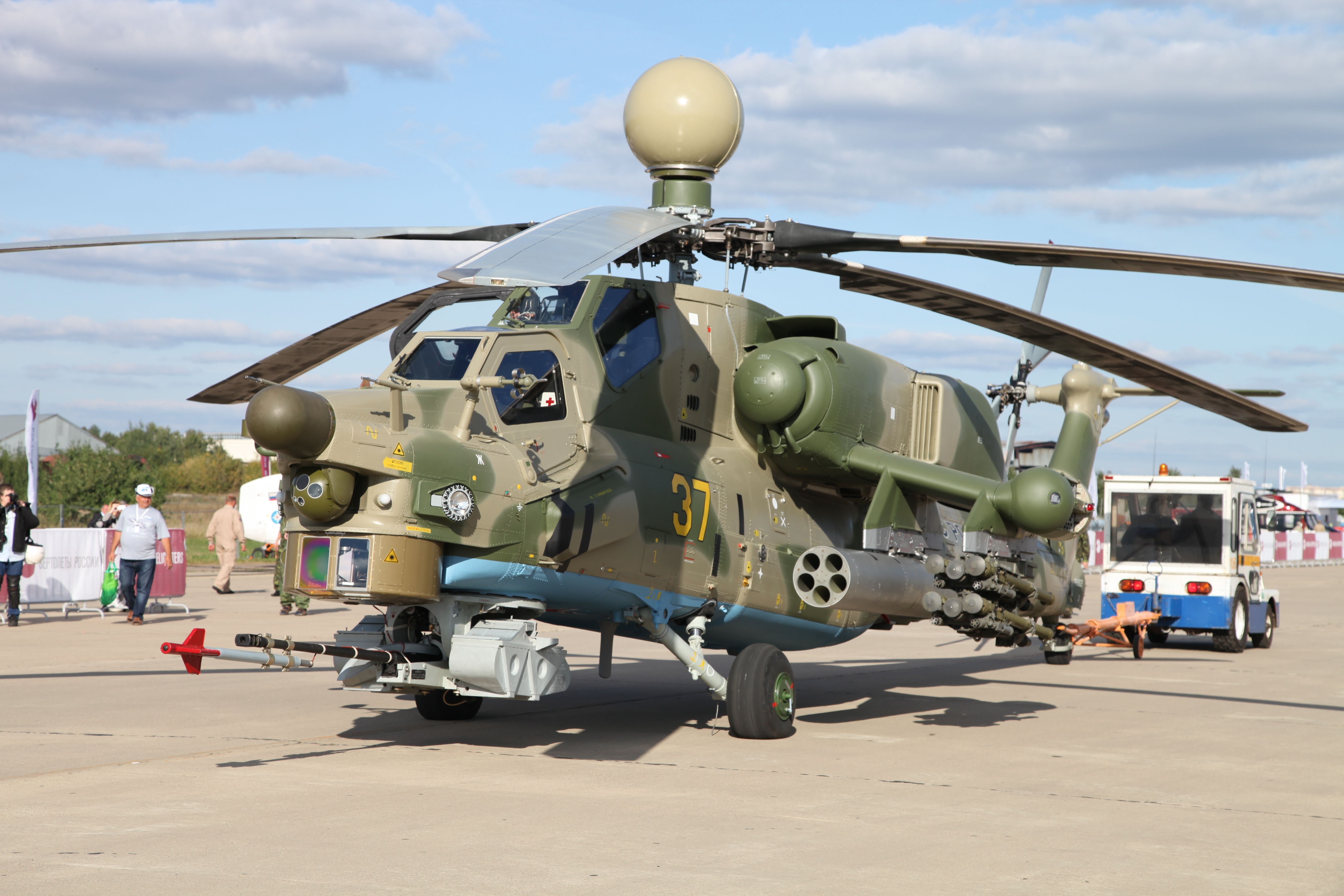
MAKS 2013で展示されたMi-28N

こうしてMi-28の開発は一旦は中止されることとなったが、Ka-50の生産、配備が財政難により進まないこともあり、開発計画は続行されることとなり、1995年には欠点とされた全天候/夜間戦闘能力を強化したMi-28Nが登場し、試作機（No.014）は1996年11月14日に初飛行した。"N"とはロシア語で「夜」を意味する「ночь」を英語のアルファベットに変換した「Nochi」の頭文字から取ったもので、この機体の大きな特徴はメインローターの上部に装備されたレーダーであり、これによって全天候/夜間戦闘能力を確保している。このレーダーはボール型のカバーに包まれており、AH-64D アパッチ・ロングボウのレーダー装備方式に酷似している。また、機首下には各種の照準装置や撮影機材が装備されている。そのほか、新しい制御システムや武器システム、コックピットを導入、脅威を自動選択する「人工知能」も搭載されている。開発は資金難から難航したが、2004年には改良型メインローターを装備した第二の試作機が発表された。
Mi-28Nは2006年にはロシア軍から10機の発注がなされ、2015年までには合計で300機が発注される予定であったが、実際にはKa-52、Mi-35Mと並行して攻撃ヘリの導入が行われたため発注数は減少した。輸出用の派生型機としてMi-28NEと夜間戦闘装備を廃したMi-28Dがある。
レーダー反射断面積の低下、航続距離延長、高度な兵器制御システム、空対空兵装の運用能力、最高速度の増加（600 km/h）などの改良をしたMi-28NMが2027年までに98機納入される予定である。

## 機体形状
Mi-28は機首下に機関砲、スタブウィングのパイロンに各種ミサイルやロケット弾を搭載する、攻撃ヘリコプターとしてはオーソドックスなスタイルとなっている。胴体幅は絞られ、正面投影面積が限定されており、エンジンは胴体後部左右にある。乗員は胴体前部にタンデム式に配置されており、前席が航法兼攻撃手、後席が操縦士となっている。副操縦装置も設置されていない。操縦席は防弾装甲が施されており、特徴的な機首には電子装備が搭載されている。また、テールローターはAH-64同様にX字の形をしている。
上述のように、Mi-28は兵員輸送用のヘリコプターではないが、機内には3人分を搭乗させられる空間が存在しており、兵士を救助した際などに利用される。

## 事故

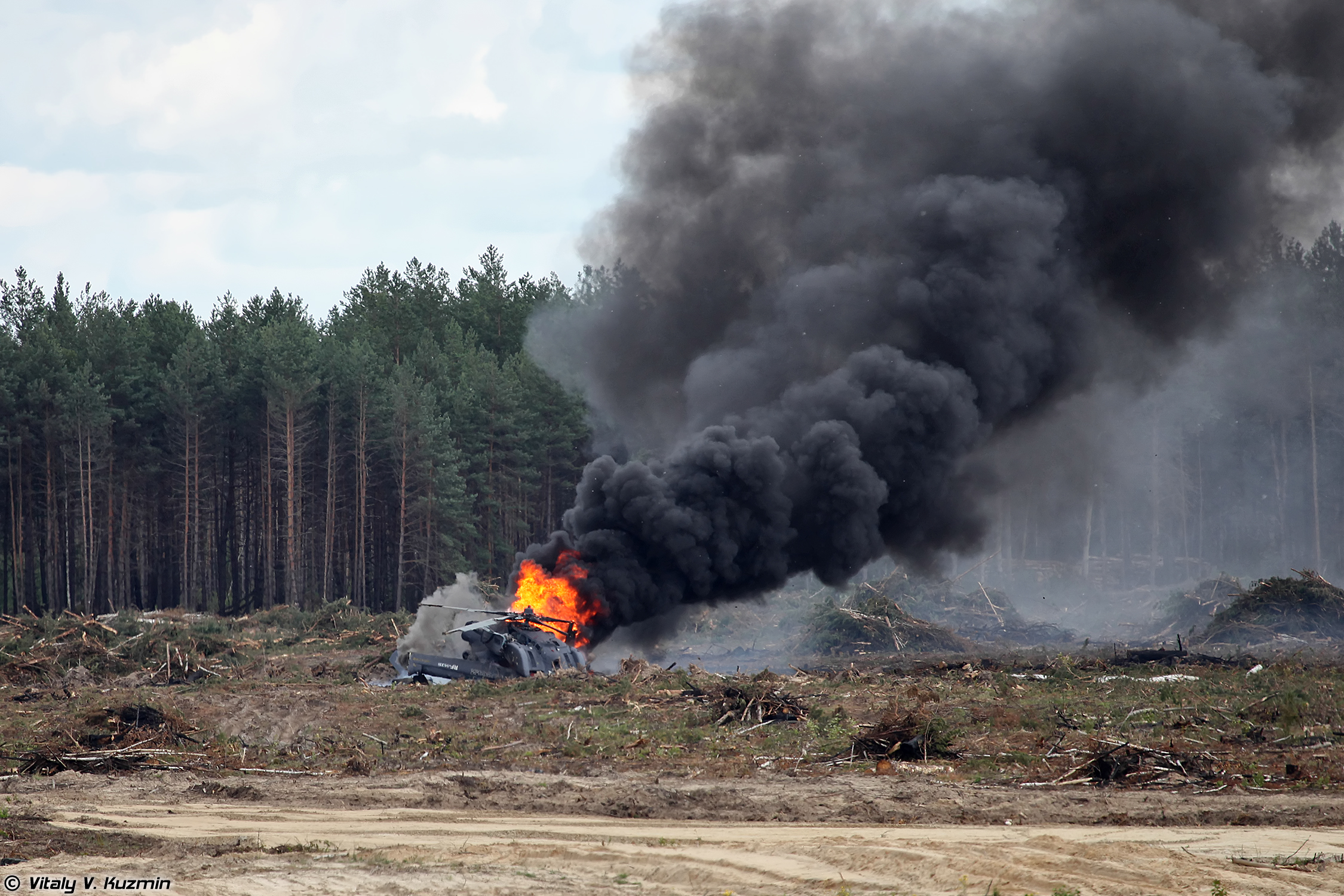
炎上するMi-28（2015年）

2015年8月2日、リャザン近くでMi-28Nの曲技飛行隊がデモフライトしていたところ1機が飛行中に墜落し、乗組員のうち、パイロットのイゴール・ブテンコ中佐が死亡した。脱出できた副操縦士のアレクサンドル・クレトノフ上級中尉は油圧システムが故障していたと報告したことを受け、ロシア軍は調査するためにすべてのMi-28を飛行停止する事態となった。
2016年4月12日、暗視装置を原因とする操縦士の空間識失調により、Mi-28Nがシリアで墜落した。これを受けて、ロシア国防省はMi-28Nに装備していたONV-1暗視装置の大半を、2019年3月までに新型のGEO-ONV-1Mに交換した。

## 運用
2015年10月14日、ロシア航空宇宙軍は軍事介入を行っているシリアにMi-28を配備した。
2016年6月25日、イラク軍はファルージャ、ラマディ、その他の都市をISILから解放する作戦にMi-28を投入した。
ウガンダ空軍は2022年にMi-28を導入し、反政府武装組織「神の抵抗軍」 (LRA) との戦闘に投入した。ウガンダ空軍司令官は「攻撃ヘリコプターの投入が、ウガンダ北部における神の抵抗軍（LRA）との戦況を有利に変えた」と表明している。

## 派生型
Mi-28A
初期開発段階において完成した試作機。
Mi-28L
イラク向けの機体で国内生産が予定されていたが湾岸戦争に伴い中止。
Mi-28N
「ノチュノーイ・オホートニク」の愛称で呼ばれる。全天候型、夜間戦闘対応型。ミリ波レーダー、赤外線カメラ、レーザー照準装置などを搭載している。
量産型Mi-28Nは二基のTV-3-117V MA-SB3エンジン（二つあわせて5,000馬力）を搭載しており、最大離陸重量は11,500kg、最大武器搭載量は2,350kg、最大速度324km/h、巡航速度280km/h、巡航上昇限度3,700m、戦闘行動半径500kmと全ての項目においてAH-64 アパッチと肩を並べる。武装としては9M120および9A220Oミサイル、機首下に30mm機関砲（装弾数250発）80mmおよび130mmロケット弾、爆弾などを搭載する。
最初の一機目の価格は1,500万米ドルで、二機目以降の量産型が1,200万米ドル（輸出価格）となっている。
Mi-28NE
輸出型。
Mi-28D
Mi-28Nの夜間攻撃装備を搭載しないタイプ。
Mi-28NAe
韓国陸軍に提案されたMi-28Nの輸出版。
Mi-28UB
練習型で複座の双方に操縦機構をそなえるが戦闘能力も保持している。
Mi-28NM
Mi-28Nのアップグレード型。

## 運用国
- アルジェリア
  - アルジェリア空軍 - 42機を発注[10]。
- イラク
  - イラク空軍 - 15機を発注[11]。
- ケニア
  - ケニア空軍 - 16機を発注した[12]。
- ロシア
  - ロシア航空宇宙軍 - 81機運用中、14機発注中。他に2020年までに練習型最大60機の調達を予定している[13][14]。
- ウガンダ
  - ウガンダ空軍 - 3機の運用が確認されており、合計6機を発注したと推定されている[15]。

## 性能・主要諸元
- 乗組員：2名（前席：射撃手、後席：操縦士）
- 全長：17.01m
- 主回転翼直径：17.20m
- 高さ：3.82m
- 空虚重量：8,095kg
- 武装重量：10,400kg
- 最大離陸重量：11,500kg
- 発動機：クリーモフTV-3-117VMAターボシャフト×2
- 出力：2,194hp×2
- 超過禁止速度：324km/h
- 航続距離：1,100km
- 上昇限度：5,800m

### 武装

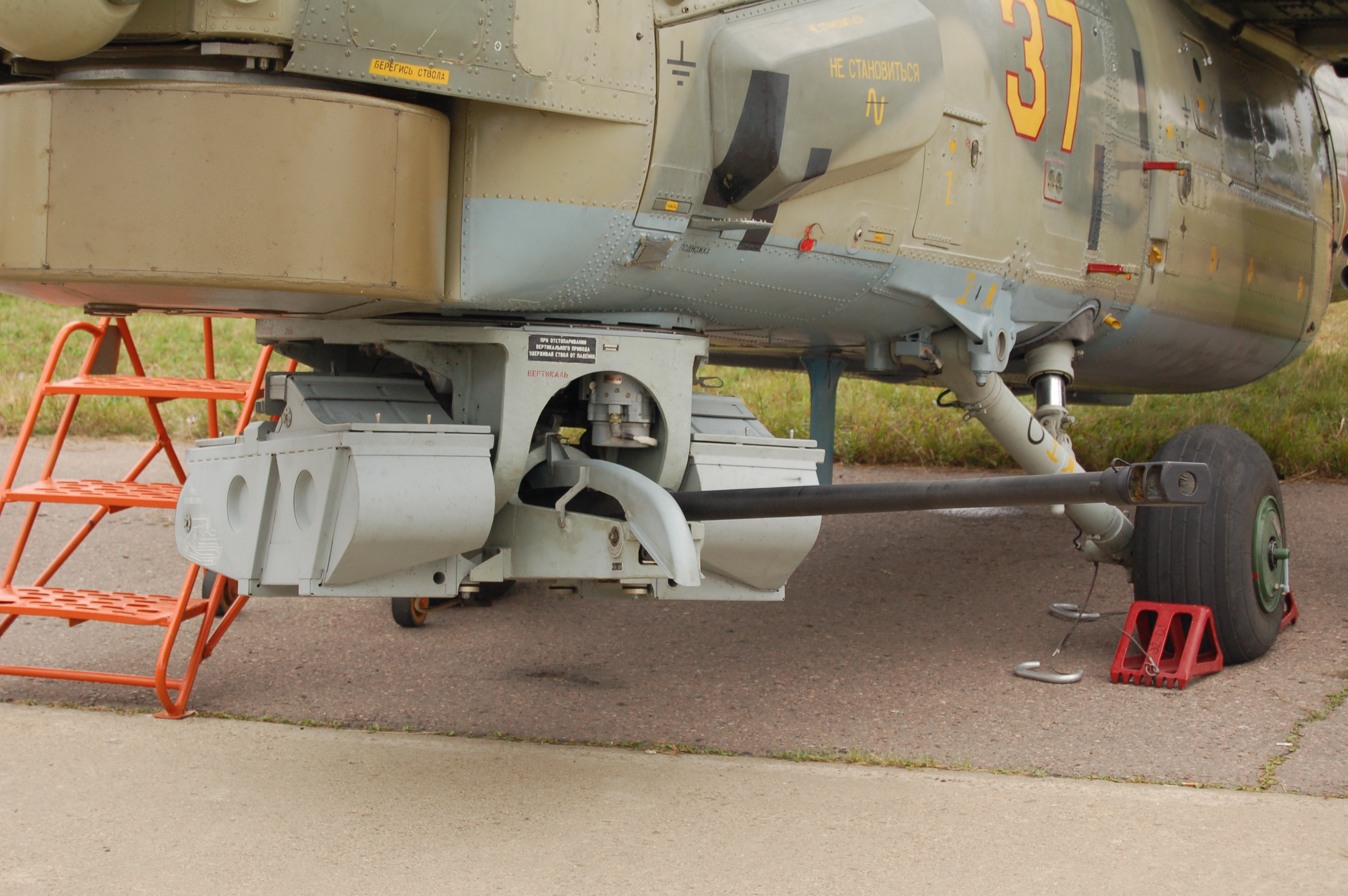
2A42機関砲

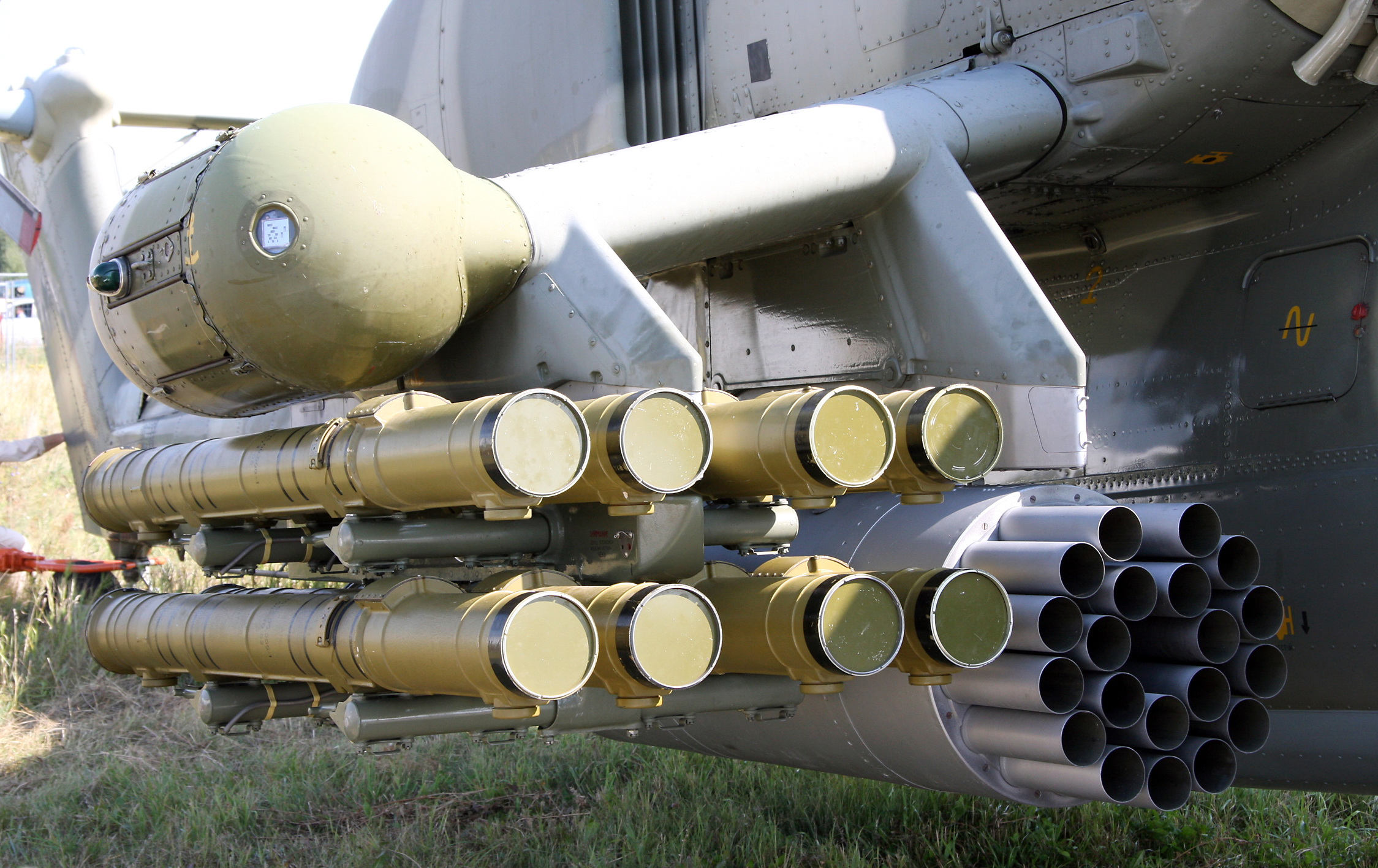
パイロン

- 2A42 30mm機関砲（掃射範囲220度）
- スタブウィングのパイロンに各種爆弾、噴進弾、誘導弾、ガンポッドなど合計2,300kgを積載可能

## 登場作品

### ゲーム
『コール オブ デューティシリーズ』
『CoD4』
ロシア軍・ロシア超国家主義派・ニコライが所持。ニコライの機体は一部のミッションで航空支援を要請できるが、この機体のコールサインは「モシン2-5」。
『CoD:MW2』
ロシア軍が使用。
『CoD:MW3』
ロシア軍が使用。
『CoD:G』
連邦軍が使用。
『バトルフィールドシリーズ』
『BF2』
MECの攻撃ヘリコプターとして登場する。
『BFBC』
ロシア軍の攻撃ヘリとして登場する。
『BFBC2』
ロシア軍の攻撃ヘリとして登場する。
『BF3』
マルチプレイでロシア陣営の攻撃ヘリコプターとして登場。
『BF4』
マルチプレイでロシア陣営の攻撃ヘリコプターとして登場。(シングルプレイでも登場)
『メタルギア ゴーストバベル』
ソフィー・エンドラムが搭乗する。